# Faton Peci
Faton Peci, född 16 juni 1982 i Mitrovica, är en albansk politiker som sedan 22 mars 2021 är Kosovos landsbygdsminister.